# Erioptera pergracilis
Erioptera pergracilis är en tvåvingeart som beskrevs av Alexander 1975. Erioptera pergracilis ingår i släktet Erioptera och familjen småharkrankar.
Artens utbredningsområde är Nigeria. Inga underarter finns listade i Catalogue of Life.